# 1938
Évszázadok: 19. század – 20. század – 21. század
Évtizedek: 1880-as évek – 1890-es évek – 1900-as évek – 1910-es évek – 1920-as évek – 1930-as évek – 1940-es évek – 1950-es évek – 1960-as évek – 1970-es évek – 1980-as évek
Évek: 1933 – 1934 – 1935 – 1936 –  1937 – 1938 – 1939 – 1940 – 1941 – 1942 – 1943

## Események

### Január
- január 1. – A legnagyobb csehszlovák polgári párt, az agrárpárt elnöke Rudolf Beran újévi cikkében a szudétanémet és a Hlinka-féle szlovák párt kormányba lépését és a Németországgal való megegyezést sürgeti.[1]
- január 12. – Befejeződött Budapesten az a két napos olasz–osztrák–magyar konferencia, amelynek napirendjén Ausztria Németországhoz való közeledésének előkészítő lépései, valamint a magyar fegyverkezési egyenjogúság, a magyar–román viszony javítása, továbbá a dunai államok gazdasági kapcsolatainak rendezése állt.
- január 22. – Jugoszláviában a pravoszláv klérus nagyszabású kormányellenes tüntetést tart Zágrábban.
- január 25. – Bulgáriában ötnapos kormányválság veszi kezdetét, amelynek lezárásaként Kiosszeivanov miniszterelnök átalakítja kormányát.
- január 26. – Ausztriában újabb államellenes nemzetiszocialista összeesküvést lepleztek le. Bécsben az államkancellária sorozatos letartoztatásokat foganatosít.
- január 27. – A Nemzetek Szövetsége kimondja, hogy felszabadítja Magyarországot a pénzügyi ellenőrzés alól.

### Február
- február 1. – Sztranyavszky Sándor és Darányi Kálmán kezdeményezésére megalakul a Gömbös Gyula Társaság.
- február 4. – Hitler felmenti Werner von Blomberg hadügyminisztert tisztségéből, és „személyesen veszi át” az egész véderő fölött a parancsnokságot.
- február 5. – Horthy Miklós kormányzó megkezdi négynapos látogatását Ignacy Mościcki lengyel köztársasági elnöknél.
- február 8. – A szudétanémetek és a Szlovák Néppárt képviselői Rózsahegyen a közös fellépésről tárgyalnak.[1]
- február 10.
  - Az Octavian Goga vezette román kormány lemond.[2]
  - Romániában bevezetik a királyi diktatúrát.
- február 11. – Romániába Miron Cristea pátriárka alakít kormányt.[2]
- február 12. – Kurt Schuschnigg szövetségi kancellár Ausztria nevében megköti Hitlerrel, az ún. berchtesgadeni megállapodást, amely biztosítja Ausztriát, hogy Németország nem veszélyezteti Ausztria függetlenségét. A biztosíték fejében Ausztria nem akadályozza az osztrák nemzeti szocialisták, Vaterländische Front keretében való szervezkedését.
- február 15. – Ausztriában berchtesgadeni megállapodásnak megfelelően amnesztiában részesítik a politikai foglyokat.
- február 16. – Ausztriában megalakul Kurt Schuschnigg negyedik kormánya. Ausztria új bel- és biztonságügyi minisztere a nemzetiszocialista érzelmű Arthur Seyß-Inquart lesz.
- február 21. – Széll József belügyminiszter rendeletben betiltja a Szálasi Ferenc vezette Magyar Nemzeti Szocialista Pártot, arra hivatkozva, hogy az azonos a már betiltott Nemzeti Akarat Pártjával. Szálasit és 72 társát rendőri felügyelet alá helyezik.
- február 22. – A magyar Koronatanács elfogadja a légierő fejlesztését szolgáló „Huba” tervet, amely egy repülőhadosztály felállítását tartalmazza.
- február 24. – A román király eltörli Romániában a régi alkotmányt, s ún. „korporatív” alkotmányt vezet be, amelyet később az ország népszavazással elfogad.
- február 28. – Életbe lép Magyarországon az 1936. április 24-én kötött lengyel-magyar konzuli egyezmény.

### Március

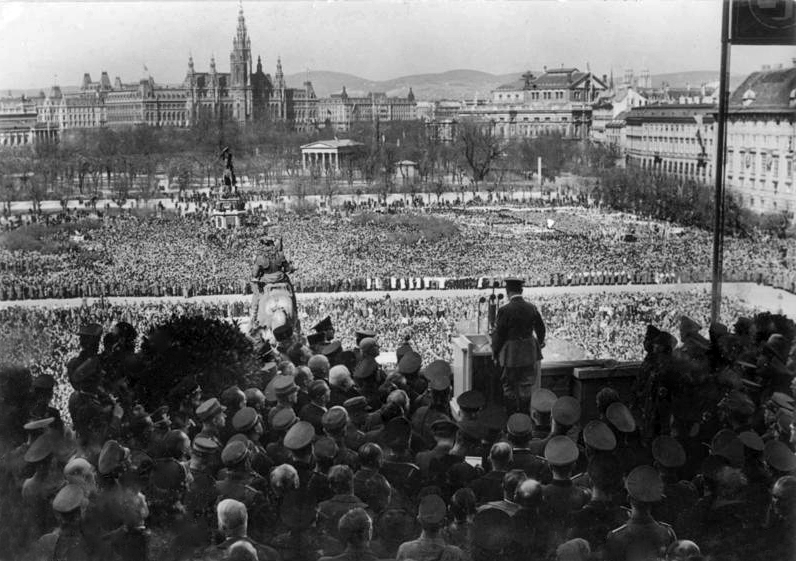
Ausztria katonai lerohanását követően március 15-én Hitler Bécsben a Heldenplatzon tartott nagygyűlésen bejelenti Ausztria „csatlakozását” a Német Birodalomhoz (Anschluss)

- március 5. – Darányi Kálmán magyar miniszterelnök Győrben meghirdette a fegyverkezési programot (győri program).[3]</ref>
- március 9. – Kurt Schuschnigg Ausztria szövetségi kancellárja váratlanul bejelenti innsbrucki beszédében, hogy március 13-ára népszavazást rendel el, a "szabad és keresztény Ausztria biztosítása" érdekében.
- március 10. – Hitler a korábban kötött berchtesgadeni megállapodás megszegésével vádolja meg Ausztriát, az elrendelt választások kapcsán, s ezzel a szerződés a német fél részéről érvényét vesztette.
- március 11.
  - A nagy létszámú német hadsereg első gépesített alakulatai átlépik Ausztria határát.
  - A csehszlovák kormány érdeklődésére Hermann Göring biztosítja a köztársaság berlini nagykövetét, hogy Németország Csehszlovákia irányában „semmiféle támadó akcióra nem gondol”. Ezzel párhuzamosan Joachim von Ribbentrop biztosítja Krofta csehszlovák külügyminisztert, hogy Németország magára nézve kötelezőnek ismeri el az 1925. október 16-án kötött német–csehszlovák döntőbírósági egyezményt.
- március 12. – A német hadsereg megszállja Ausztriát,[4] Miklas szövetségi elnök „lemond”, Kurt Schuschnigg szövetségi kancellárt elfogják és ismeretlen helyre hurcolják.
- március 13.
  - Ausztriában a nemzetiszocialista Arthur Seyß-Inquart alakít kormányt.
  - Az osztrák államtanács kimondja Ausztria csatlakozását Németországhoz, vagyis „Ausztriának Németországgal való egyesülését” (Anschluss). (Ausztria állami léte átmenetileg megszűnik.)
  - A jugoszláv kormány az Anschlusst német belügynek nyilvánítja.[5]
- március 15.
  - Hitler bejelenti Bécsben az Anschlusst.
  - Anglia, Franciaország nagyköveteik révén tiltakoznak Ausztria törvényellenes és erőszakos megszállása ellen. (A francia kormány nemzetközi beavatkozást javasol, amelyet Benito Mussolini elutasít.)
- március 17. – Hull, az Amerikai Egyesült Államok külügyminisztere kijelenti az osztrák-ügy kapcsán, hogy „Amerika teljes erővel ragaszkodik a nemzeti jogrend alapelveihez”.
- március 17–19. – Lengyelország ultimátumban követeli Litvániától a diplomáciai kapcsolatok felvételét a lengyel állammal és a Vilnó-határ elismerését. (Litvánia elfogadja a lengyel követeléseket.)[6]
- március 18. – A német kormány közli a Népszövetséggel, hogy „Ausztria Németországhoz csatlakozott”.
- március 19. – Litvánia megköti Lengyelországgal a legnagyobb kedvezmény elvén alapuló lengyel-litván kereskedelmi egyezményt.
- március 21. – Németország bejelenti, hogy Ausztria kilép a Népszövetségből.
- március 23–24. – A csehszlovákiai polgári német pártok beolvadnak a Szudétanémet Pártba és a kormány két német minisztere benyújtja lemondását.[1]

### Április

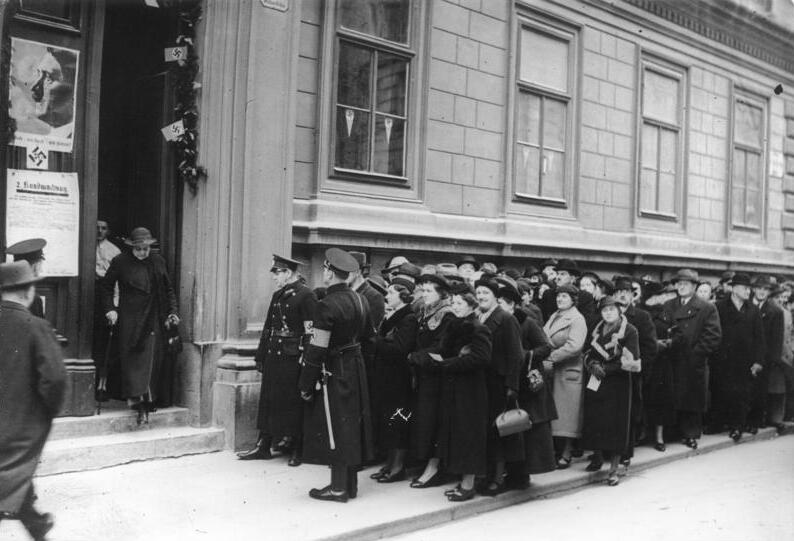
Ausztriában április 10-én népszavazással döntenek a Német Birodalomhoz való csatlakozás (Anschluss) tárgykörében.

- április 8. – Magyarországon Darányi benyújtja a zsidóság jogfosztottságát kimondó első törvényjavaslatát. (1938. XV. t.c.)
- április 10. – Népszavazás Ausztriában a Német Birodalommal való egyesülés tárgyában. A szavazások idejére a nyugalmat, a német hadsereg biztosítja. A fegyverek árnyékában lezajló népszavazáson 99,75% igen szavazat érkezik. Így Hitler „jogilag is alátámasztotta” az Anschlusst.
- április 12. – Franciaországban megbukik a népfrontkormány.
- április 21. – Hitler és a német vezérkar kidolgozzák a „Fall Grün” nevet viselő katonai akciót, melynek célja Csehszlovákia megtámadása.[1]
- április 23. – Hitler az egyesítés birodalmi megbízottjává Josef Bürckel nemzeti szocialista körzetvezetőt nevezte ki Ausztriában.
- április 24. – Konrad Henlein, a csehszlovákiai Szudétanémet Párt elnöke Karlovy Vary-i beszédében bejelenti pártja autonomista-föderalista követeléseit, s egyúttal követeli a náci ideológia szabad terjesztését.[1]
- április 27. – Zogu, albán király Tiranában nőül veszi Apponyi Géraldinet.

### Május
- május 2. – Hitler, megkezdi egyhetes Olaszországi látogatását, ám Itália népe hűvös fogadtatásban részesíti.
- május 4. – A Román miniszterelnökség keretében kisebbségi főkormánybiztosság jön létre.
- május 7. – Anglia és Franciaország kormányai a német kisebbségekkel való megegyezésre szólítják fel a prágai kormányt.[7]
- május 12. – Lemond a Darányi-kormány.
- május 13. – A csehszlovák kormány elfogadja a nemzetiségi statútum alaptervezetét.[8]
- május 14. – Magyarországon Imrédy Béla alakít kormányt.[9]
- május 15. – A csehszlovák kulturális élet képviselői „Hűek maradunk!” címmel kiáltványt adnak közre. (A kiáltványt szeptemberig több mint egymillióan írnak alá.)[8]
- május 19. – Német csapatösszevonások kezdődnek a csehszlovák határon.
- május 20. – A csehszlovák kormányt részleges mozgósítást rendel el a német határ mentén.[8]
- május 21.
  - Csehszlovákia két hadosztályt mozgósít, és fegyverbe szólítja a szakbeosztású tartalékosokat. A közel 300 000 embert érintő mozgósítást, mind Párizs, mind London elsietettnek ítéli, és tárgyalásokat sürget a felek között.
  - Németország „bejelenti” Ausztria kilépését a Népszövetségből.
  - Cujamai mészárlás
- május 22. – Georgi Kyoseivanov bolgár miniszterelnök bejelenti a „parlamentáris kormányzáshoz való visszatérést”. (A megalakuló szobranje első ülésén 101 kormányt támogató és 59 ellenzéki képviselő jelenik meg a bolgár parlamentben.) Szent Jobb a Koronázó Templomnál

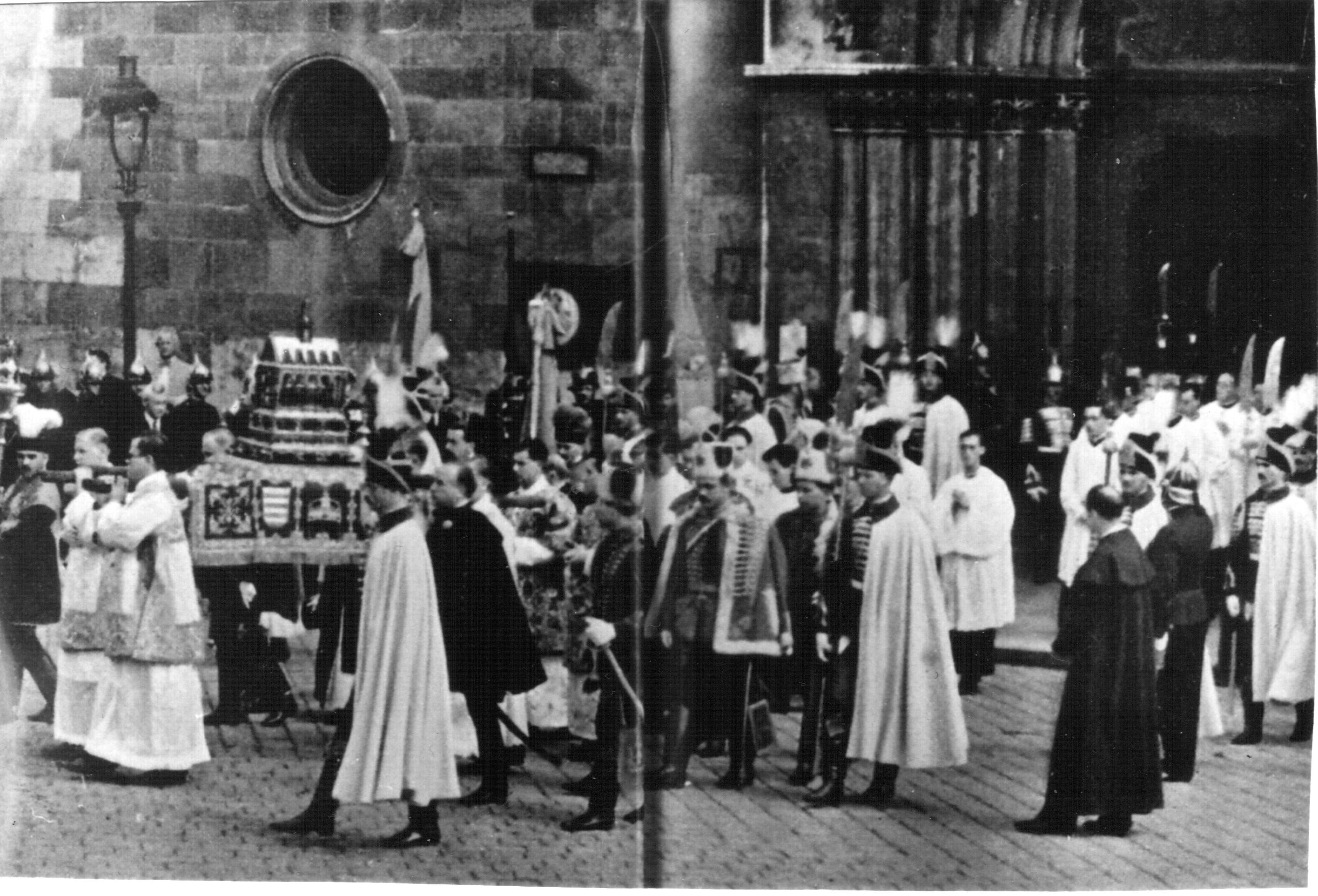
Szent Jobb a Koronázó Templomnál

- május 25. – A 34. Eucharisztikus világkongresszus kezdőnapja Budapesten, amely egyben a Szent István-év, az első magyar király halálának 900 éves évfordulója alkalmából rendezett ünnepségsorozat nyitórendezvénye.
- május 28. – A belgrádi repülőkiállítás alkalmával nagyszabású német légi bemutatót rendeznek, amely az adott politikai helyzetben demonstratív jelleget ölt.
- május 29. – Az Eucharisztikus világkongresszus zárónapja.
- május 29. – Magyarországon elfogadják az első zsidótörvényt.[10]

### Június
- június 4. – Az Andrej Hlinka vezette Szlovák Néppárt a pozsonyi nagygyűlésén követelik Szlovákia autonómiáját.[8]
- június 5. – Véget ér a bolgár-görög vámháború. Megtörténik az első kereskedelmi jegyzékváltás a két állam között.
- június 7. – A Szudétanémet Párt (Sudetendeutsche Partei – SdP) elutasítja a csehszlovák nemzetiségi statútumot és a karlsbadi pontokat terjeszti be rendezési javaslatként.[8]
- június 29. – Milan Hodža csehszlovák miniszterelnök az Egyesült Magyar Párt vezetőivel tárgyal, akik az autonóm Szlovákián belüli magyar autonómia megvalósítását sürgetik.

### Július
- július 6. – A bíróság „az állami és társadalmi rend erőszakos felforgatására és megsemmisítésére irányuló bűntettben” bűnösnek találja és háromévi fegyházra ítéli Szálasi Ferencet.[11]
- július 12. – Édouard Daladier francia miniszterelnök párizsi beszédében biztosítja Csehszlovákiát a francia segítségről, a felmerült német–cseh államviszály kapcsán.
- július 26. – Az angol kormány felkéri Lord Walter Runcimant, hogy vállaljon közvetítő szerepet a csehszlovák kormány és a szudétanémetek között támadt államviszály békés elintézése érdekében (Runciman-jelentés).
- július 27. – Lord Runciman párizsi látogatását követően Georges Bonnet francia külügyminiszter kijelenti a szudétanémet kérdés kapcsán, hogy a korábban Csehszlovákiának megígért francia segélynyújtás, csak az angol támogatással egyidőben lép életbe.
- július 29. – Japán-szovjet katonai összetűzés kezdődik Távol-Keleten, a Haszan-tónál.
- július 31. – Balkán-antant államai megegyeznek Szalonikiben, amelynek értelmében a Balkán-paktum aláíró államai feloldják Neuvilly-i békeszerződés katonai záradékát, s Bulgária visszakapja fegyverkezési egyenjogúságát.

### Augusztus
- augusztus 3. – Lord Walter Runciman, megkezdte tárgyalásait Prágában a szudétanémet kérdés békés elrendezése érdekében.
- augusztus 10–15. – Német részről katonai előkészületek történnek a Csehszlovákia elleni felvonulásra.[8]
- augusztus 14. – Románia életbe lépő új közigazgatási törvénye értelmében, lehetővé válik a nemromán többségű községekben a kisebbségi nyelv hivatalos használata.
- augusztus 16. – Andrej Hlinka a katolikus papból lett Csehszlovák politikus, a Szlovák Néppárt elnöke, a szlovák autonómiai mozgalom vezetője, a rózsahegyi plébánián váratlanul elhunyt. („Én vagyok a szlovák Hitler [...]”-jelentette ki Hlinka egy korábbi beszédében.)
- augusztus 18. – A magyar országgyűlés Székesfehérvárott kihelyezett ülést tart Szent István király halálának 900. évfordulója tiszteletére és törvényt hoz „Szent István király dicső emlékének megörökítéséről”, melyben augusztus 20-át nemzeti ünnepnek nyilvánítja.[12]

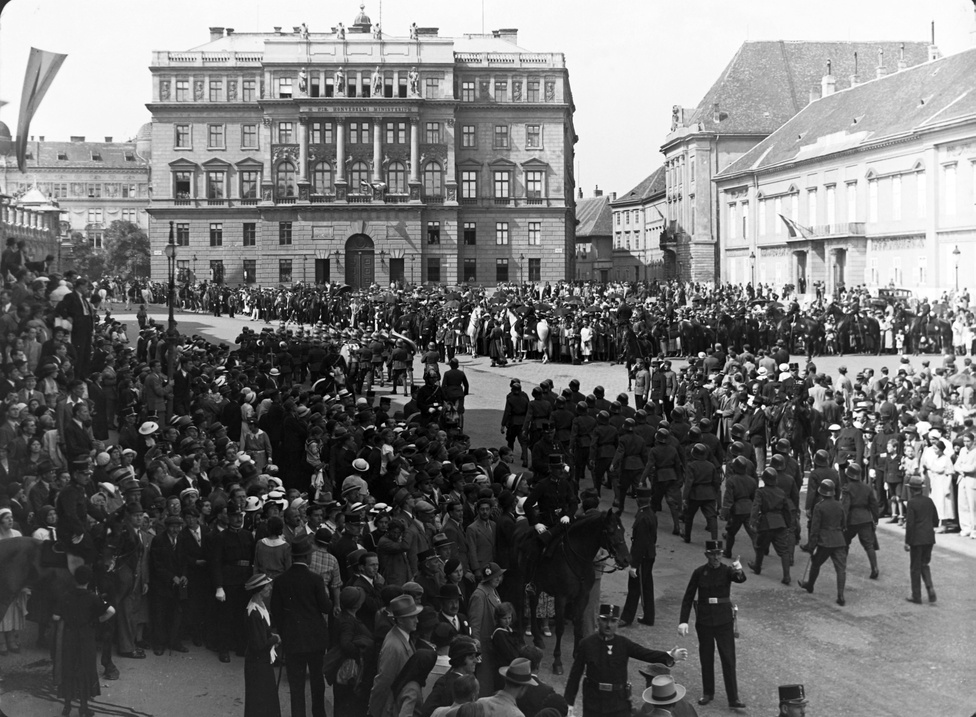
Szent István napi ünnepély a Szent György téren

- augusztus 18. – Szent István napi ünnepély a Szent György téren, a Várban.
- augusztus 21. – Horthy Miklós németországi tárgyalásain megegyezik Adolf Hitlerrel a Csehszlovákia–ellenes fellépés összehangolásáról, ugyanakkor Németország élesen kifogásolja Magyarország szerepét a bledi egyezmény körül. Egyben Imrédy Béla miniszterelnök bejelenti Magyarország elkötelezettségét a Német hatalmi politika mellett.
- augusztus 23. – A bledi (Jugoszlávia) konferencián a „kisantant államok” elismerik Magyarország fegyverkezési egyenjogúságát, és a megállapodás értelmében az aláíró felek lemondanak az egymással szembeni erőszakos eszközök alkalmazásáról. (Bledi egyezmény)
- augusztus 24–25. – Edvard Beneš csehszlovák elnök fogadja a szudétanémetek képviselőit és a német autonómiaprogramhoz közelálló tervezetet ajánl megegyezési alapul. (A tervezet 4., végső variánsa szinte mindenben megfelel a szudétanémetek karlsbadi programjának, kivéve a náci ideológia szabad terjesztésének engedélyezését.)[8]
- augusztus 26. – Milan Stojadinović jugoszláv miniszterelnök átalakítja kormányát. (Egyebek mellett a honvédelmi tárcát a szabálytalanságok miatt lemondott Ljubomir Marić tábornoktól a diktatórikus felfogású Milan Nedić tábornok veszi át.)

### Szeptember
- szeptember 5. – Magyarország bevezeti az általános védkötelezettséget.
- szeptember 8. – Konrad Henlein, a SdP elnökének kezdeményezésére a nemzeti-nemzetiségi autonómiára törekvő csehszlovákiai mozgalmak közös értekezletet tartanak.[8]
- szeptember 12–13. – Hitler nürnbergi beszéde után a henleinisták puccsal próbálják megvalósítani tervüket. (A csehszlovák kormány feloszlatja az SdP-t.)[8]
- szeptember 14. – Konrad Henlein – Hitler követelésére – bejelenti, hogy a szudétanémetek már csupán a Németországgal való egyesülésről hajlandóak tárgyalni a prágai kormánnyal.[8]
- szeptember 16. – Lord Runciman angol diplomata, a csehszlovákiai kisebbségi kérdés kivizsgálására kiküldött angol misszió vezetője megbeszéléseket folytat a csehszlovák kormány és az egyes kisebbségek képviselőivel.[8]
- szeptember 17. – Lord Ruciman hazatérte után támogatja Chamberlain angol miniszterelnök Hitlerrel egyeztetett álláspontját a szudétanémet területek Németországhoz csatolásáról.[8]
- szeptember 19.
  - Mussolini trieszti útja alkalmával rövid „baráti látogatást” tesz a drávai bánság területén.
  - Anglia és Franciaország felszólítják Csehszlovákiát, hogy az 50%-nál nagyobb arányban német lakta területeket adja át Németországnak. (A követelést a csehszlovák kormány szeptember 20-án elutasítja. A következő napon az angol és francia prágai követ ultimátumszerűen a kormányhatározat megváltoztatását követeli, mire Prága beleegyezését adja a német többségű területek átengedéséhez.)[8]
  - A jugoszláv és román kormány Csehszlovákia külpolitikai helyzetének megváltozására hivatkozva semmisnek nyilvánítja a két országra – a kisantant-szerződések alapján – háruló kötelezettségeket.[8]
- szeptember 20. – Imrédy Béla magyar miniszterelnök és Kánya Kálmán külügyminiszter Hitlerrel tárgyal Obersalzbergben.
- szeptember 22.
  - Edvard Beneš csehszlovák elnök rádiónyilatkozatában bejelenti Milan Hodža miniszterelnök lemondását és Jan Syrový hadseregtábornok kormányalakítását.
  - Neville Chamberlain angol miniszterelnök Godesbergben ismét találkozik Hitlerrel, ahol az hangot ad a lengyel és magyar területi követeléseknek is.[8]
- szeptember 23.
  - A New York-i világkiállításon elássák az első Westinghouse időkapszulát, melynek tervezett kinyitási ideje 6939. A müncheni értekezlet tagja: Chamberlain, Daladier, Hitler és Mussolini

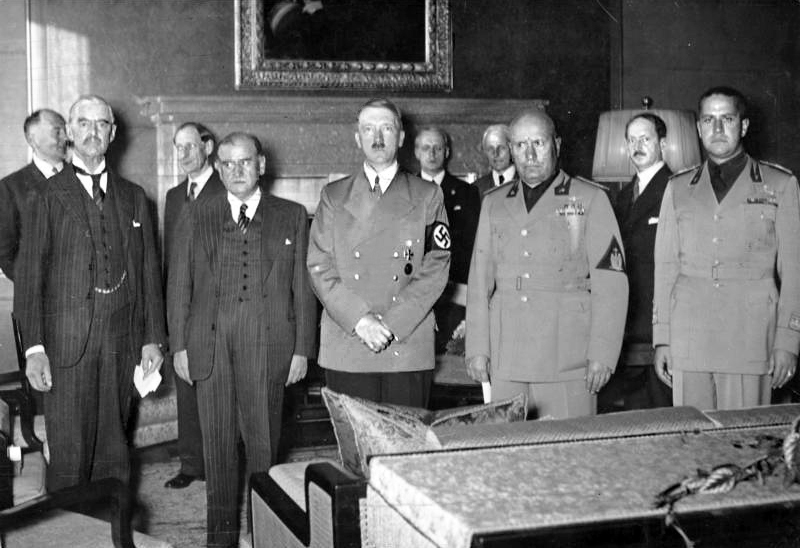
A müncheni értekezlet tagja: Chamberlain, Daladier, Hitler és Mussolini

  - A csehszlovák kormány mozgósítást rendel el. (Összesen 42 hadosztályt és 1,5 millió katonát tud mozgósítani, köztük 300 ezer német és 100 magyar, illetve lengyel nemzetiségű tartalékost. Ezzel szemben Németország mozgósítható harci ereje 348 hadosztály és 3,5 millió tartalékos.)[8]
- szeptember 25. – Comnen román külügyminiszter, a Szabadkai találkozón tárgyalt a jugoszláv miniszterelnökkel Milan Stojadinović-csal.
- szeptember 29–30. – Franciaország, Nagy-Britannia, Németország és Olaszország képviselőinek értekezlete Münchenben (Müncheni egyezmény); megegyezés jön létre, hogy Németország megkapja a Csehszlovákiához tartozó, németek lakta Szudéta-földet.
- szeptember 30.
  - Német–brit megnemtámadási és konzultációs nyilatkozat.
  - Csehszlovákia elfogadja a müncheni szerződést.[8]

### Október
- október 1.
  - A német hadsereg megkezdi az öt zónára osztott Szudétavidék megszállását[8]
  - Horthy Miklós a müncheni egyezmény alkalmából levélben üdvözli a német és az olasz kormányt.[13]
  - A lengyel kormány szeptember 30-i éjféli ultimátuma nyomán a csehszlovák kormány hozzájárul Teschen vidékének Lengyelországhoz való csatolásához.[14]
- október 2–3. – Lengyelország részt vesz Csehszlovákia megszállásában. (A lengyel csapatok megszállják az Olzán túli területet, és a hozzá tartozó Teschent.)[15]
- október 3. – Matúš Černák a szlovákiai ügyek minisztere ultimátumban követeli Szlovákia autonóm hatalmát. Edvard Beneš nem reagált az ultimátumra, mire Černák lemond, és elhagyja Prágát.
- október 5. – Edvard Beneš csehszlovák köztársasági elnök lemond, majd Angliába távozik (22-én).[16]
- október 6.
  - Zsolnán, az Andrej Hlinka vezette Szlovák Néppárt (HSL’S) által irányított tanácskozáson a HSL’S és a főbb szlovákiai politikai pártok képviselői megállapodnak az autonóm szlovák kormány létrehozásában.
  - A zsolnai tanácskozást követően létrejön az autonóm Szlovákia, ahol a hatalom tényleges birtokosa a Szlovák Néppárt, melynek politikáját – kezdettől fogva – a radikális szeparatizmus és a totalitarianizmus jellemzi.
- október 7.
  - Az újonnan megalakuló szlovák kormány élére Jozef Tiso kerül.[16]
  - Szlovákiában magyar politikusokból megalakul a Magyar Nemzeti Tanács, amely a Magyarországhoz csatlakozásban jelöli meg a kisebbség célját.[16]
- október 9–13. – Magyar–csehszlovák tárgyalások Komáromban a szlovákiai magyarlakta területek sorsáról;[17] a magyarok a szóban forgó terület egészének a visszacsatolását követelik, amit a részleges engedményekre hajlandó csehszlovák fél visszautasít.
- október 11. – Bródy András vezetésével kinevezik a kárpátaljai autonóm kormányt, mely október 26-áig marad hivatalban.[16]
- október 13–14. – Csehszlovák-német külügyminiszteri tárgyalások Berlinben.[16]
- október 21. – Hitler katonai irányelvekben jelöli meg a maradék Csehszlovákia felszámolásának módját.[16]
- október 24. – Joachim von Ribbentrop német birodalmi külügyminiszter ismerteti Józef Lipski berlini lengyel nagykövettel Németország követeléseit, vagyis Danzig Szabad Város Németországhoz csatolását, exterritoriális autóút építését Lengyel-Pomeránián át, ami összekötné Kelet-Poroszországot a Német Birodalommal. (Neville Chamberlain brit külügyminiszter garancianyilatkozatot tesz a lengyel kormánynak.)[15]
- október 26. – Augustin Vološin vezetésével új kárpátaljai autonóm kormány alakul.[16]
- október 25. – A Japán Birodalom hadserege elfoglalja Vuhan városát a kínai csapatoktól a második kínai–japán háborúban.

### November

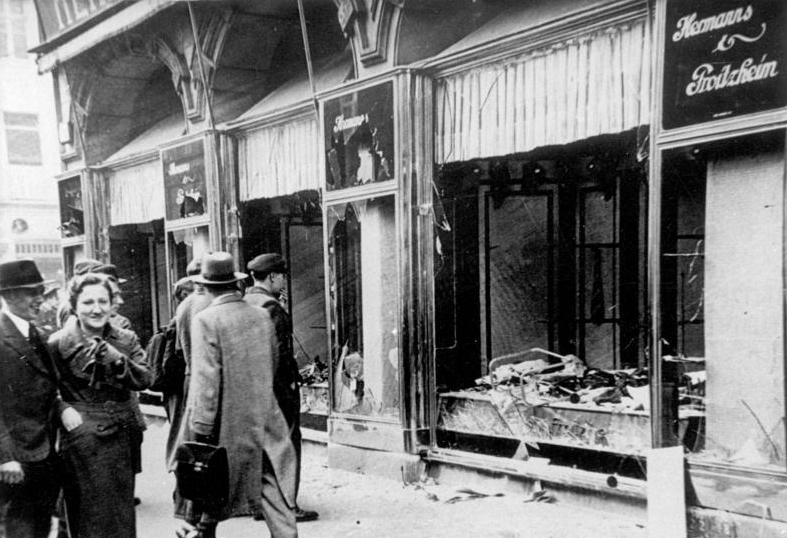
Betört kirakatú zsidó üzletek Magdeburgban

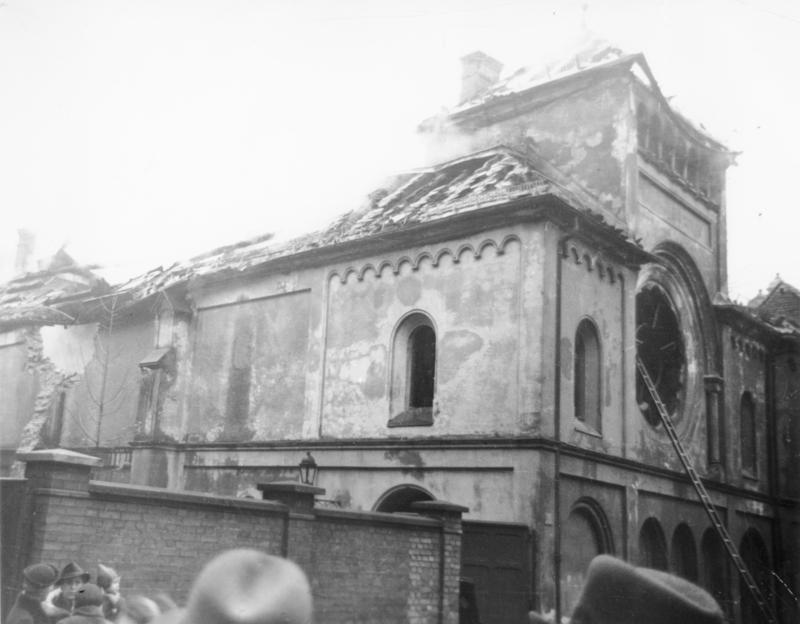
Kiégett zsinagóga Münchenben

- november 2. – A német és az olasz külügyminiszterek döntőbírósági határozatot hoznak Bécsben a Felvidék déli részének visszacsatolásáról Magyarországhoz (az első bécsi döntés).[17]
- november 6. – Horthy Miklós kormányzó a magyar hadsereg élén bevonul Komáromba.[13]
- november 9.
  - Párizsban megölik Ernst Eduard vom Rath német diplomatát. (A merénylet hatására zajlik a kristályéjszaka, és vezetik be az ún. zsidóadót.)
  - Klement Gottwald Moszkvába távozik, ahol decemberben megalakul a csehszlovákiai kommunisták külföldi vezetősége.[16]
- november 9–10. – Országos zsidóellenes erőszakhullám Németország-szerte („birodalmi kristályéjszaka”).[18]
- november 11. – Kemal Atatürk halála után İsmet İnönüt választják köztársasági elnökké és a Köztársasági Néppárt (KNP) örökös elnökévé.[19][20]
- november 12.
  - Az utolsó zsidó üzletek „kényszerárjásítása” Németországban.[21]
  - Németországban kibocsájtják a német állampolgárságú zsidók büntetésfizetéséről szóló rendeletet.[21]
- november 17. – Olaszországban érvénybe lépnek a zsidóellenes törvények.
- november 19. – A prágai Nemzetgyűlés jóváhagyja a Szlovákia és Kárpátalja autonómiájáról szóló törvényt, az ország hivatalos elnevezése Cseh–Szlovákiára (Česko–Slovensko) változik.[16]
- november 30. – Cseh–Szlovákia köztársasági elnökévé Emil Háchát választják.[16]

### December
- december 1. – Rudolf Beran vezetésével új cseh-szlovák kormány alakul.[16]
- december 6. – Német–francia megnemtámadási nyilatkozat.
- december 11.
  - Parlamenti választások a Jugoszláv Királyságban, ami a kormánypárt szerény győzelmével záródik. (Az egyesült ellenzék a szavazatok 45%-át szerzi meg.)[5]
  - Az önmagát október 25-én feloszlató Csehszlovák Szociáldemokrata Párt és a Csehszlovák Nemzeti Szocialista Párt baloldali vezetői létrehozzák a Nemzeti Munka Pártját.[16]
- december 15. – A cseh-szlovák nemzetgyűlés felhatalmazza a kormányt, hogy két éven keresztül rendeletekkel helyettesítse a parlamenti törvényhozást.[16]
- december 18. – Parlamenti választások Szlovákiában.[16]

### Határozatlan dátumú események
- július – A Komintern feloszlatja a Lengyel Kommunista Pártot.[15]

## Az év témái

### 1938 az irodalomban
- Radnóti Miklós: Meredek út
- Karinthy Frigyes: Üzenet a palackban – verseskötet, amely még a halála előtt jelent meg
- Szabó Lőrinc: Harc az ünnepért – verseskötet
- Illyés Gyula: Magyarok – prózakötet, jegyzetek.
- Weöres Sándor elkészíti doktori disszertációját A vers születése címmel, amelyet 1939-ben publikál Pécsett
- Móricz Zsigmond: Életem regénye – regény
- Szabó Dezső: Hungarizmus és halál – esszé
- Kodolányi János: Julianus Barát – történelmi regény
- W. H. Auden és Christopher Isherwood megjelenteti közös haladó szellemű verses drámáját A határon (On The Frontier) címmel
- Samuel Beckett: Murphy – regény
- Daphne du Maurier: Rebecca – regény, hazánkban A Manderley ház asszonya címen lett népszerű, inkább filmen, utóbb musical változatban is
- Thornton Wilder: A mi kis városunk (Our Town) – a színjáték megkapta a Pulitzer-díjat
- Louis Bromfield (1896–1956) brit író megjelenteti bestsellerét Árvíz Indiában (The Rains Came) címmel
- Bertolt Brecht emigrációban megírja a korszak jelentős náciellenes színpadi művét: Rettegés és ínség a Harmadik Birodalomban (Furcht und Elend des Dritten Reiches) címmel
- Thomas Mann: Európa vigyázz! (Achtung Europa!) – esszé
- Thomas Mann: A demokrácia jövendő győzelme (Der kommender Siegt der Demokratie) címmel nagyszabású beszédet tart
- Ödön von Horváth Mikszáth Kálmán elbeszélése nyomán megírja a Férfi nélküli falu (Ein Dorf ohne Männer) című színművét
- Karl Jaspers német filozófus elkészíti az év legfontosabb filozófiai művét Létfilozófia (Existenzphilosophie) címmel
- Johan Huizinga holland történész megírja a Játszó ember (Homo Ludens) című kultúrtörténeti művét
- Jean Anouilh: Tolvajok bálja (Le bal des voleurs) – színdarab, vígjáték
- Jean Cocteau: Rettenetes szülők (Les parents terribles) – színmű
- Jean-Paul Sartre: Az undor (La nausée) – első egzisztencialista regénye
- Albert Camus megírja a Caligula című drámáját, az „abszurd triptichon” első darabját, amelyet később publikál
- Miroslav Krleža regényt publikál a saját korszakára utalva – Az ész peremén (Na rubu pameti) címmel
- Anton Szemjonovics Makarenko: Zászlók a bástyákon (Flagi na basnyah) – regény
- Joszif Visszarionovics Sztálin megírja értekezését A Dialektikus és történelmi materializmus-ról, amely a korszak egyik alapműve lesz a Szovjetunióban
- Konsztantyin Szergejevics Sztanyiszlavszkij szovjet színházi rendező megjelenteti halála évében meghatározó „tankönyvét” A színész munkája (Rabota aktyora nad szoboj) címmel
- Hevi Hämäläinen finn író Ég a falu (Kylä pala) – regény
- Karl Ristiki észt író Tűz és vas (Tuli ja raud) – regény
- Gabriela Mistral: Torlasz (Tala) – verseskötet

### 1938 a sportban
- június 4.–június 19. 1938-as labdarúgó-világbajnokság, Franciaország, Világbajnok: Olaszország 2. Magyarország
- Az Ferencváros nyeri az NB1-et. Ez a klub 14. aranyérme.
- Atlétikai Európa-bajnokság Bécsben. Csák Ibolya megszerzi a magyar női atlétika első Európa-bajnoki címét.

### 1938 a tudományban
- április 6. – Roy J. Plunkett egy véletlen folytán felfedezi a poli(tetrafluoretilén)t, azaz a teflont.
- június 24. – 450 tonnás meteorit csapódik a Földbe a pennsylvaniai Chicora közelében lakatlan területen.
- szeptember 20. – Wallace Carothers megkapja az első szabadalmakat a nejlonnal kapcsolatban.
- december 22. – Marjorie Courtenay-Latimer felfedezi a halak és a négylábú állatok közötti láncszemnek számító, a kréta időszakban kihaltnak hitt bojtosúszós halak élő példányát a bojtosúszós maradványhalat (Latimeria chalumnae).
- Albert Hofmann ergotaminból lizergsav-dietilamidot, azaz LSD-t állít elő.
- Konrad Zuse elkészíti a Z1 számítógépet.
- Frank Benford újrafogalmazza az első számjegyek eloszlásáról szóló törvényt.
- Hans Asperger, osztrák gyermekgyógyász először használja az autizmus kifejezést.
- Max Delbrück vezetése alatt megindul a bakteriofágok molekuláris biológiai szintű kutatása, amely később a DNS örökítőanyagként való felismeréséhez vezet.
- Robert Broom őslénykutató megtalálja a második Australopithecus-fajt, a robustust (SK 48 sz. lelet; ma: Paranthropus robustus).
- Otto Hahn és asszisztense Fritz Strassmann maghasadást idéz elő urán besugárzásával.

### 1938 a zenében
- január 16. – Bartók Szonáta két zongorára és ütőhangszerekre c. művének bemutatója
- Paul Hindemith: Mathis, a festő (M. Grünewaldról) című opera ősbemutatója Zürichben
- Paul Claudel és Arthur Honegger: Jeanne d'Arc a máglyán (Jeanne d'Arc au Bücher) című oratóriumát bemutatják Basel-ben

## Születések
- január 1. – Frank Langella amerikai színész
- január 2. – David Bailey angol fotográfus
- január 10. – Donald Knuth amerikai matematikus
- január 25. – Etta James amerikai énekesnő († 2012)
- január 25. – Vlagyimir Szemjonovics Viszockij orosz énekes, színész († 1980)
- február 4. – Flórián Tibor 170-szeres válogatott, Eb-ezüstérmes röplabdázó († 2008)
- február 18. – Szabó István Oscar-díjas magyar filmrendező, a nemzet művésze
- február 23. – Jiří Menzel Oscar-díjas cseh filmrendező († 2020)
- február 27. – Pásztor Béla politikus, Veresegyház polgármestere
- március 17. – Rudolf Hametovics Nurejev orosz balett-táncos († 1993)
- március 23. – Vera Linhartová cseh író
- március 24. – Ágh István Kossuth-díjas költő, író, műfordító, a nemzet művésze
- április 4. – Földi Pál magyar honvédezredes, hadtörténeti író
- április 4. – Sándor György Kossuth-díjas előadóművész, humoralista, a nemzet művésze
- április 15. – Claudia Cardinale olasz színésznő
- április 18. – Hannes Androsch osztrák alkancellár († 2024)
- április 20. – Tamási Eszter magyar bemondónő, az MTV örökös tagja († 1991)
- április 21. – Csire Gabriella magyar író, romániai magyar író, gyermekíró
- április 28. – Felföldi Anikó Jászai Mari-díjas magyar színésznő († 2020)
- május 1. – Tordy Géza Kossuth-díjas magyar színész, rendező, a nemzet színésze († 2024)
- május 3. – Toldy Mária, magyar táncdalénekesnő
- május 8. – Földi Imre, olimpiai bajnok magyar súlyemelő, a nemzet sportolója († 2017)
- június 27. – Hoschke Ágoston magyar vegyészmérnök, sör- és szeszipari mérnök
- július 2. – Szilágyi Domokos, erdélyi költő, író, irodalomtörténész és műfordító († 1976)
- július 5. – Simor András magyar író, műfordító, főszerkesztő, tanár
- július 7. – Köves József író, könyvkiadó († 2025)
- július 8. – Koncz Gábor, Kossuth-díjas magyar színész
- július 9. – Brian Dennehy amerikai színész († 2020)
- július 14. – Tommy Vig magyar vibraharpist, dobos, ütőhangszeres, zeneszerző, rendező, hangszerelő, karmester, big band vezetője, szerző, feltaláló
- július 20. – Natalie Wood kétszeres Golden Globe-díjas, háromszoros Oscar-díj-jelölt amerikai színésznő ( †1981)
- augusztus 7. – Fábián Károly magyar vegyészmérnök, vállalatvezető, politikus
- augusztus 16. – Balczó András, háromszoros olimpiai bajnok magyar öttusázó, a nemzet sportolója
- augusztus 29. – Guba István, fizikus; KFKI majd későbbiekben a Nehézipari minisztérium munkatársa († 2012)
- szeptember 2. – Giuliano Gemma, olasz színész († 2013)
- szeptember 9. – Berczelly István, Kossuth-díjas magyar operaénekes († 2024)
- szeptember 23. – Romy Schneider, osztrák színésznő († 1982)
- szeptember 25. – Kökény Ágnes Ybl Miklós-díjas magyar építész
- október 10. – Szilágyi István, Kossuth-díjas romániai magyar író, a nemzet művésze († 2024)
- október 13. – Christiane Hörbiger osztrák származású színésznő († 2022)
- október 18. – Madár Gábor magyar labdarúgó, később utánpótlásedző
- október 25. – Eckschmiedt Sándor, atléta, edző, sportvezető, pszichológus († 2023)
- november 7. – Heirits Erzsébet, kétszeres Európa-bajnok asztaliteniszező
- november 17. – Féner Tamás, Balázs Béla-díjas fotóművész, fotóriporter, érdemes művész
- november 19. – Ted Turner, amerikai multimilliomos, a CNN tulajdonosa
- november 23. – Takács Zsuzsa, magyar József Attila-díjas költő, műfordító
- november 25. – Takács Mária, magyar bemondónő, az MTV örökös tagja († 1997)
- november 29. – Michel Duchaussoy, francia filmszínész († 2012)
- november 29. – Nádler István, Kossuth-díjas, Munkácsy-díjas festőművész
- december 3. – Csernai Tibor olimpiai bajnok magyar labdarúgó († 2012)
- december 8. – Tandori Dezső, Kossuth-díjas magyar író, költő, műfordító, a nemzet művésze († 2019)
- december 16. – Liv Ullmann, norvég színésznő
- december 20. – Zana József, magyar színész († 2020)
- december 22. – Mikes Éva, magyar táncdalénekes († 1986)

## Halálozások
- január 21. – Georges Méliès, francia filmrendező (* 1861)
- március 1. – Gabriele D’Annunzio olasz költő, író, esszéista, publicista, politikus (* 1863)
- március 3. – Déri Miksa mérnök, feltaláló (* 1854)
- március 11. – Konsztantyin Fjodorovics Cselpan szovjet gépészmérnök, a V–2 dízelmotor főkonstruktőre (* 1899)
- május 4. – Carl von Ossietzky, német pacifista újságíró, Nobel-békedíjas (* 1889)
- május 23. – Anatolij Pavlovics Rjabov, erza nyelvész, pedagógus, az erza nyelv első professzora (* 1894)
- május 25. – Fjodor Markelovics Csesznokov erza író, drámaíró (* 1896)
- június 1. – Ödön von Horváth, osztrák drámaíró, elbeszélő (* 1901)
- június 3. – Baross László, mezőgazdász, búzanemesítő (* 1865)
- június 7. – Dsida Jenő, erdélyi magyar költő (* 1907)
- június 11. – Tihanyi Lajos, magyar festőművész (* 1885)
- augusztus 7. – Konsztantyin Sztanyiszlavszkij, orosz színész, rendező, iskolateremtő színészpedagógus (* 1863)
- augusztus 16. – Andrej Hlinka, szlovák pap, politikus (* 1864)
- augusztus 23. – Kuzsinszky Bálint régész, ókortörténész, az MTA tagja (* 1864)
- augusztus 29. – Karinthy Frigyes, író, költő, műfordító (* 1887)
- augusztus 29. – Kun Béla, újságíró, kommunista politikus, a magyar Tanácsköztársaság vezetője (* 1886)
- szeptember 24. – Simon Jolán, színésznő, előadóművész-nő (* 1885)
- október 5. – Marian Zdziechowski lengyel filozófus, nyelvész és művészettörténész (* 1861)
- október 24. – Ernst Barlach, német szobrász, grafikus és költő (* 1870)
- november 10. – Mustafa Kemal Atatürk, török katonatiszt, államférfi (* 1881)
- november 30. – Corneliu Zelea Codreanu, a román ultranacionalista, a magyarellenes Vasgárda vezetője (* 1899)
- december 25. – Gombos Ferenc Albin történész, pedagógus, író, az MTA tagja (* 1873)

## Nobel-díjasok
- A Nobel-díjat a svéd Alfred Nobel alapította, 1901 óta adják át, melyet a Svéd Királyi Tudományos Akadémia ítél oda a tudomány, az irodalom és humanitárius területen kimagasló eredményt elért magánszemélyeknek, illetve intézményeknek.

| Fizikai            | Enrico Fermi                      |
| Kémiai             | Richard Kuhn                      |
| Orvosi-fiziológiai | Corneille Jean François Heymans   |
| Irodalmi           | Pearl S. Buck                     |
| Béke               | Nansen Menekültügyi Hivatal, Genf |